# Kiên Lao
Kiên Lao là một xã thuộc tỉnh Bắc Ninh, Việt Nam.

## Địa lý
Xã Kiên Lao có vị trí địa lý:
- Phía đông giáp phường Chũ và xã Biên Sơn
- Phía tây giáp xã Đông Phú và xã Tân Thành, tỉnh Lạng Sơn
- Phía nam giáp phường Phượng Sơn
- Phía bắc giáp xã Sơn Hải.

Xã Kiên Lao có diện tích 67,19 km², dân số 16.989 người, mật độ dân số đạt 252 người/km².

## Lịch sử
Ngày 10 tháng 7 năm 1958, Bộ Nội vụ ban hành Nghị định số 225-NV về việc thành lập xã Kiên Thành trên cơ sở 7 thôn: Gai Mùi, Chùa Rào, Cầu Nguôn, Núi Năng, Nương, Trại Giáp, Mản Hạ của xã Kiên Lao.
Xã Kiên Lao có 9 thôn: Hố Bông, Trại Nông, Họ, Ao Kéo, Dua, Hà, Trại Cống, Cấm Vải, Quân Thần.
Ngày 27 tháng 10 năm 1962, Quốc hội ban hành Nghị quyết về việc thành lập tỉnh Hà Bắc trên cơ sở tỉnh Bắc Giang và tỉnh Bắc Ninh. Khi đó, xã Kiên Lao thuộc huyện Lục Ngạn, tỉnh Hà Bắc.
Ngày 6 tháng 11 năm 1996, Quốc hội ban hành Nghị quyết về việc chia tỉnh Hà Bắc thành tỉnh Bắc Giang và tỉnh Bắc Ninh. Khi đó, xã Kiên Lao thuộc huyện Lục Ngạn, tỉnh Bắc Giang.
Ngày 28 tháng 9 năm 2024, Ủy ban Thường vụ Quốc hội ban hành Nghị quyết số 1191/NQ-UBTVQH15 về việc sắp xếp đơn vị hành chính cấp huyện, xã giai đoạn 2023 – 2025 của tỉnh Bắc Giang (nghị quyết có hiệu lực từ ngày 1 tháng 1 năm 2025). Theo đó, chuyển xã Kiên Lao thuộc huyện Lục Ngạn về thị xã Chũ mới thành lập quản lý.
Ngày 16 tháng 6 năm 2025, Ủy ban Thường vụ Quốc hội ban hành Nghị quyết số 1658/NQ-UBTVQH15 của UBTVQH về việc sắp xếp các đơn vị hành chính cấp xã của tỉnh Bắc Ninh năm 2025. Theo đó, sắp xếp toàn bộ diện tích tự nhiên, quy mô dân số của xã Kiên Thành và xã Kiên Lao thành xã mới có tên gọi là xã Kiên Lao.